# Phymaspermum pubescens
Phymaspermum pubescens là một loài thực vật có hoa trong họ Cúc. Loài này được Kuntze miêu tả khoa học đầu tiên.